# N240 (België)
De N240 is een gewestweg in België tussen Graven (N25) en Hannuit (N624). De weg heeft een lengte van ongeveer 31 kilometer.
De gehele weg bestaat uit twee rijstroken in beide rijrichtingen samen.

## Plaatsen langs N240
- Graven
- Beausart
- Geldenaken
- Geten
- Jandrain
- Wansin
- Thisnes
- Hannuit